# Symposia (geslacht)
Symposia is een geslacht van spinnen uit de familie van de waterspinnen (Cybaeidae).

## Soorten
- Symposia bifurca Roth, 1967
- Symposia columbiana Müller & Heimer, 1988
- Symposia dubiosa Roth, 1967
- Symposia sexoculata Roth, 1967
- Symposia silvicola Simon, 1898
- Symposia umbrosa Simon, 1898